# La lotta di Thor con il serpente del Midgard
La lotta di Thor con il serpente del Midgard (in inglese: Thor Battering the Midgard Serpent) è un dipinto realizzato dall'artista Johann Heinrich Füssli nel 1790. Venne dipinto come opera di ammissione del pittore alla Royal Academy of Arts ("accademia reale delle arti"), a Londra, al momento della sua elezione al rango di membro effettivo. Oggi l'opera si conserva sempre lì.

## Storia
Füssli conosceva alcuni dei miti della mitologia norrena grazie al libro del 1755 Introduction à l'histoire du Dannemarc ("Introduzione alla storia della Danimarca") di P. H. Mallet, tradotto in inglese da Thomas Percy nel 1770 con il titolo Northern Antiquities ("Antichità norrene"). L'artista zurighese aveva anche viaggiato nella penisola italiana, dove aveva potuto ammirare l'arte dei maestri antichi, come Michelangelo Buonarroti, i cui nudi scultorei saranno una grande fonte di ispirazione per questa tela.
Il soggetto (che gli valse la nomina a membro effettivo dell'accademia d'arte londinese) è stato interpretato in base al sostegno del Füssli alla rivoluzione francese, in quanto il serpente potrebbe simboleggiare l'antico regime che sta per essere sconfitto dal popolo francese, personificato dal dio del tuono.

## Descrizione
Questo dipinto a olio a tema mitologico rappresenta il dio norreno Thor in piedi, sulla prua di un'imbarcazione al cui timone c'è Hymir, mentre sta per sferrare un colpo di spada nei confronti del serpente marino di Miðgarðr, lo Jörmungandr (o Miðgarðsormr), che tiene stretto con una catena conficcatagli nella bocca probabilmente con un arpione. Sullo sfondo è presente un vecchio che osserva la scena: si tratta del padre di Thor, il dio Odino. Eccetto per un elmo e un mantello, l'eroe è nudo come gli eroi neoclassici e il suo corpo è muscoloso, messo ulteriormente in risalto dal fatto che emerge dallo sfondo nerastro. Egli viene raffigurato dal basso verso l'alto e con un'inclinazione accentuata che dà al dipinto un'atmosfera un po' più "sinistra". Lo Jörmungandr può richiamare in senso letterale la linea serpentinata che era tanto presente nell'arte manierista italiana, studiata dal pittore svizzero. La scena, infine, è ambientata tra le onde alte di un mare in tempesta, nel mezzo della notte, rendendo l'opera un notturno nel quale la naturalità viene meno in favore della mostruosità e della fantasia.